# Wełykyj Burłuk
Wełykyj Burłuk – osiedle typu miejskiego w obwodzie charkowskim Ukrainy, siedziba władz rejonu wełykoburłuckiego.

## Historia
Osada założona jako wieś Szeweliwka w 1656.
W miejscowości w 1919 roku odnaleziono rzekomo tzw. Księgę Welesa.
Zmiana nazwy na obecną i statusu na osiedle typu miejskiego nastąpiła w 1963.
W 1989 liczyło 5224 mieszkańców
W 2013 liczyło 4053 mieszkańców.